# Blake Hall

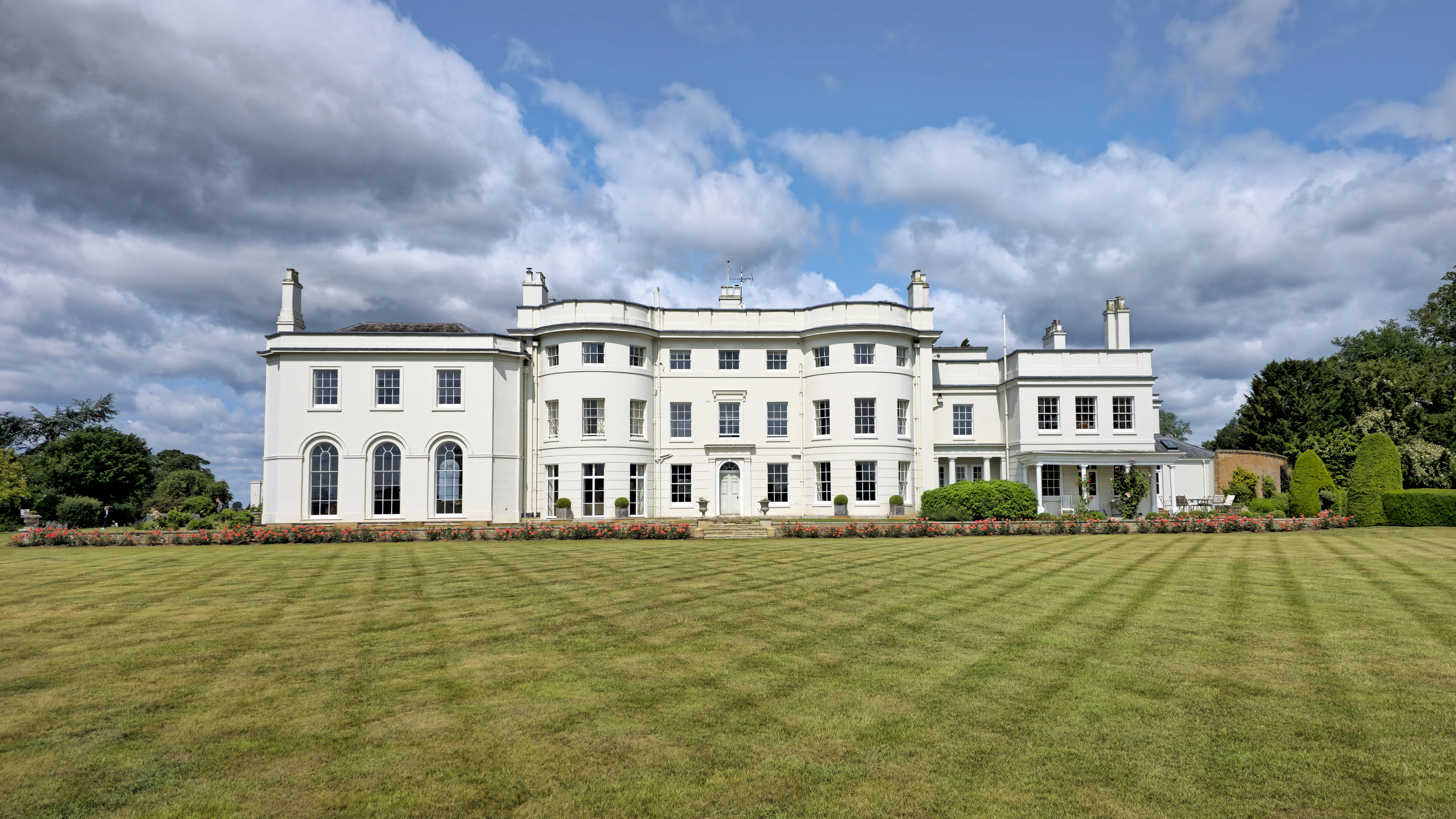
Blake Hall aus dem Südosten

Blake Hall ist ein Herrenhaus mit Gartenanlage in Großbritannien. Es befindet sich bei Chipping Ongar in der Grafschaft Essex.
Das Gebäude basiert auf einem Bauwerk aus dem 17. Jahrhundert, das im 18. Jahrhundert grundlegend umgebaut und erweitert wurde. Ein weiterer Umbau erfolgte 1822 durch den Architekten George Basevi, einem Schüler von John Soane. Seit 1789 ist das Herrenhaus im Besitz der Familie Capel-Cure.
Im September 1940 bombardierte die deutsche Luftwaffe während der Luftschlacht um England die Leitstelle des nahe gelegenen Stützpunktes RAF North Weald, woraufhin die Royal Air Force den Südflügel von Blake Hall für sich beanspruchte. Dabei riss sie Innenwände und Decken nieder, um Platz für eine neue Leitstelle zu schaffen. Das Gesamtanwesen mit Parkanlage und Nebengebäuden ist in den britischen Denkmallisten als Grade-II-Ensemble verzeichnet. Das Hauptgebäude selbst ist als Grade-II*-Bauwerk geschützt. Des Weiteren sind neun weitere Grade-II-Einzeldenkmale auf dem Anwesen verzeichnet.
Die 1981 geschlossene U-Bahn-Station Blake Hall ist nach dem Herrenhaus bekannt, obwohl sie rund anderthalb Kilometer südwestlich liegt.